# اصطفاء (أحياء)
في سياق نظرية التطور، يمكن لسمات معينة أو أليل[ ؟ ]ات ضمن الأنواع الحية أن تكون عرضة للاصطفاء.
نتيجة الاصطفاء: الأفراد أو المتعضيات ذات الأفضلية التلاؤمية من ناحية السمات والصفات تميل لكي لا تكون أكثر نجاحا تكاثريا - أي أنها قادرة على الحفاظ على حياتها من الأمراض أو الافتراس بحيث أنها ستتكاثر أكثر من المتعضيات الأقل نجاحا تلاؤميا - وبالتالي سيشاركون في أنسال وأجيال (offspring) أكثر من غيرها. إذا كان لهذه الميزات أساس جيني فإن سيادة هذه الجينات ستظهر أكثر فأكثر مع توالي الأجيال لأن كل نسل سيرث جينات هذه السمات من والديه. عندما يكون الاصطغاء شديدا ودائما: تصبح هذه السمات عامة لجميع أفراد هذا النوع الحي، الذي يقال بأنه «تطور» وهكذا ينشأ «نوع حي جديد».